# Aigyptos
Aigyptos var i grekisk mytologi son till kung Belos och najaden Ankhione. Av sin far fick han bland annat Arabien och landet Melampodes att regera över. Det senare fick namnet Egypten efter sin härskare. Han hade en tvillingbror som hette Danaos.
Aigyptos hade flera hustrur och han fick femtio söner. En av hustrurna var najaden Kaliadne som han fick tolv söner med. Deras namn var Eurylokhos, Phantes, Hermos, Dryas, Perithenes, Potamon, Kisseus, Lixos, Bromios, Imbros, Polyktor och Khthonios.
Eftersom Danaos hade femtio döttrar ansågs det lämpligt att de båda syskonskarorna gifte sig, men då Danaos hade anledning att vara hotad av giftermålen gav han döttrarna, ”danaiderna”, var sin kniv för att de skulle döda sina män. Detta skedde också på bröllopsnatten med undantag av dottern Hypermes som skonade Lynceus. Aigyptos sägs ha dött av sorg över sina söners öde.